# Leszek Kopeć (producent)
Leszek Kopeć (ur. 3 lipca 1951 w Gdańsku, zm. 23 kwietnia 2025) – polski producent filmowy, przedsiębiorca, wydawca. Dyrektor Festiwalu Polskich Filmów Fabularnych w Gdyni, Gdyńskiej Szkoły Filmowej oraz Prezes Zarządu Pomorskiej Fundacji Filmowej w Gdyni.

## Życiorys
Leszek Kopeć urodził się 3 lipca 1951 roku w Gdańsku. W latach szkolnych i studenckich Kopeć uczęszczał do gdańskiego Dyskusyjnego Klubu Filmowego „Żak”, prowadzonego przez Lucjana Bokińca, pomysłodawcy i pierwszego dyrektora Festiwalu Polskich Filmów Fabularnych.
W 1976 roku ukończył studia na Wydziale Filologii Polskiej Uniwersytetu Gdańskiego. Był współzałożycielem i redaktorem pisma studenckiego „Literaria” (1973−1979), redaktorem naczelnym wydawnictwa „Fokus” (1993−1994), współpracownikiem „Kuriera Czytelniczego Megaron” (1995–2002). Od roku 2010 wydawał „Kwartalnik Artystyczny Bliza”. Był autorem m.in. powieści fantasy „Kredowe koło" (1989), opowiadań i recenzji opublikowanych m.in. w pismach „Litteraria”, „Punkt” czy „Kurier Czytelniczy. Megaron” i „Tytuł”. Absolwent Studium Menedżerów prowadzonego przez Gdańską Fundację Kształcenia Menadżerów.
Od 1999 do 2005 dyrektor Neptun Filmu, od 2000 do 2002 – producent, a następnie dyrektor Festiwalu Polskich Filmów Fabularnych. Od 2005 do 2010 dyrektor Centrum Kultury w Gdyni. Od 2010 do 2022 wydawca kwartalnika artystycznego „Bliza”. 
Od 2010 był dyrektorem Gdyńskiej Szkoły Filmowej, a w latach 2015−2022 Gdyńskiego Centrum Filmowego.
Producent kilkudziesięciu filmów dyplomowych absolwentów Gdyńskiej Szkoły filmowej, które zostały nagrodzone na ponad 100 i nominowane na ok. 200 festiwalach w kraju i za granicą, w tym dwukrotnie do Złotej Palmy w konkursie Court Metrage w Cannes.
Zmarł 23 kwietnia 2025. 26 kwietnia został pochowany na Cmentarzu Łostowickim w Gdańsku.

## Wyróżnienia
Otrzymał nagrodę Orła Pomorskiego w 2015 roku i tytuł Osobowość Roku Gdyni 2016 przyznawany przez Dziennik Bałtycki. Odznaczony brązowym, srebrnym i złotym Medalem Gloria Artis Ministra Kultury oraz laureat Nagrody Artystycznej Prezydenta Miasta Gdyni. W 2017 roku uhonorowany Medalem im. Eugeniusza Kwiatkowskiego. W 2022 r. otrzymał nagrodę Stowarzyszenia Filmowców Polskich za całokształt i osiągnięcia artystyczne.

## Filmografia producenta
Etiudy filmowe wyprodukowane w Gdyńskiej Szkole Filmowej i prezentowane w TVP Kultura oraz w Telewizji Kino Polska:
- „Koniec widzenia”, reż. Grzegorz Mołda
- „Casting”, reż. Katarzyna Iskra
- „Dzieciak”, reż. Paweł Podolski
- „Mleko”, reż. Urszula Morga
- „Nie da się kochać”, reż. Piotr Wołodźka
- „Nowy Bronx”, reż. Filip Ignatowicz
- „Między nami”, reż. Maciej Millera
- „Pola”, reż. Edyta Rembała
- „Przyjazd”, reż. Justyna Pelc
- „Matka”, reż. Łukasz Ostalski
- „Olena”, reż. Elżbieta Benkowska
- „Prawdziwy miód”, reż. Sławomir Witek
- „One”, reż. Marta Grabicka

Pozostałe etiudy Gdyńskiej Szkoły Filmowej:
- „Ab ovo”, reż. Piotr Janiszewski
- „Antek”, reż. Sylwia Galon
- „Chwila”, reż. Marta Grabicka
- „Czułość”, reż. Emilia Julita Zielonka
- „Dwie drogi”, reż. Piotr Janiszewski
- „Dzień babci”, reż. Miłosz Sakowski
- „Fast food”, reż. Eryk Lenartowicz
- „Kroki”, reż. Karolina Zaleszczuk
- „Marian”, reż. Piotr Janiszewski
- „Niedziela”, reż. Eryk Lenartowicz
- „Niezłomni”, reż. Adrian Apanel, Miłosz Sakowski
- „Rap Braders”, reż. Adrian Apanel
- „Siedmiu mężczyzn w różnym wieku”, reż. Sławomir Witek
- „Spacer”, reż. Filip Jacobson
- „Sztorm”, reż. Piotr Brożek
- „W narożniku”, reż. Maciej Bartosz Kruk

Produkcje Pomorskiej Fundacji Filmowej w Gdyni wspólnie z TVP S.A.:
- „Andrzej Wajda ogląda Popiół i diament", reż. Marcin Borchardt, Jerzy Rados (2008)
- „Janusz Morgenstern ogląda „Do widzenia do jutra", reż. Marcin Borchardt, Jerzy Rados (2009)
- „Jerzy Skolimowski ogląda „Rysopis”, reż. Marcin Borchardt, Jerzy Rados (2010)
- „Kuchnia Mistrzów" (2009–2010)

Inne produkcje:
- Kroniki dokumentalne Festiwalu Polskich Filmów Fabularnych w Gdyni (2006–2016) – Kronika 31, Kronika 32, Kronika 33, Kronika 34, Kronika 35, Kronika 36, Kronika 39, Kronika 40, Kronika 41
- Etiudy filmowe produkowane w latach 2006–2016 podczas piętnastu edycji Pomorskich Warsztatów Filmowych

Koproducent pełnometrażowych filmów fabularnych, m.in. „Iluzja", reż. Marta Minorowicz czy „Orzeł. Ostatni Patrol", reż. Jacek Bławut.